# Polynema breviscapus
Polynema breviscapus är en stekelart som beskrevs av Girault 1938. Polynema breviscapus ingår i släktet Polynema och familjen dvärgsteklar. Inga underarter finns listade i Catalogue of Life.